# Rio Garon
O Rio Garon é um rio da Romênia, afluente do Târnava Mare, localizado no distrito de Harghita.